# La Quadrature du Net
 (janvier 2016).
La Quadrature du Net (abrégé LQDN) est une association de défense et de promotion des droits et libertés sur Internet, fondée en 2008. Elle intervient dans les débats concernant la liberté d'expression, le droit d'auteur, la régulation du secteur des télécommunications, ou encore le respect de la vie privée sur Internet. En France, elle s'est notamment fait connaître par sa forte opposition aux lois HADOPI et LOPPSI. À l'échelle européenne et mondiale, son action porte en particulier sur le paquet Télécom, le traité d'accord commercial anti-contrefaçon (ACTA), et plus récemment sur les questions de filtrage d'Internet et de neutralité des réseaux.

## Histoire
Au début de l'année 2008, les pouvoirs publics français travaillent à la mise en place de plusieurs dispositifs législatifs ou politiques qui mettent en jeu les libertés sur Internet, le droit d'auteur et la surveillance des individus : instauration d'une riposte graduée aux téléchargements illicites,, extension à Internet des pouvoirs du Conseil supérieur de l'audiovisuel et labellisation officielle des services en ligne, plan de lutte contre la cybercriminalité, ou encore extension de la période de rétention des données de connexion,. C'est en réponse à ces projets, jugés inquiétants par ses initiateurs, que La Quadrature du Net est créée à Paris, le 26 mars 2008.
La presse spécialisée de cette époque cite en tant que fondateurs du collectif Christophe Espern, cofondateur d'Eucd.info et alors membre de l'April, Jérémie Zimmermann, également membre de l'April, et Philippe Aigrain, ancien chef du secteur technique du logiciel à la Commission européenne,. Les ingénieurs Gérald Sédrati-Dinet et Benjamin Sonntag complètent le nombre des « cinq militants » originels.

Le nom choisi fait référence à la quadrature du cercle, un problème mathématique insoluble avec lequel les fondateurs du collectif dressent un parallèle : selon la formule employée alors par Christophe Espern, de même qu'il est impossible de construire un carré de même aire qu'un cercle donné à partir d'une règle et d'un compas (quadrature du cercle), il est 
« impossible de contrôler efficacement la circulation de l'information à l'ère du numérique par le droit et la technique sans porter atteinte aux libertés publiques, ni freiner le développement économique, social et culturel,. »
 C'est cette incompatibilité que le collectif désigne comme « quadrature du net » et qu'il reproche aux pouvoirs publics de ne pas avoir prise en compte,.
Fin avril 2008, après un mois d'existence, La Quadrature du Net annonce disposer du soutien de quinze organisations non gouvernementales, en France (parmi lesquelles l'April, les versions françaises des Big Brother Awards et Creative Commons, Globenet, l'association Musique libre ! et Qwartz), en Europe (associations allemande, britannique, danoise et italienne) et à l'échelle internationale (Electronic Frontier Foundation, Privacy International et Open Society Foundations).
En 2008 et 2009, les positions exprimées par La Quadrature du Net au cours des débats sur le paquet Télécom et surtout sur la loi Création et Internet trouvent un écho dans les médias généralistes, qui reprennent les propos de membres du groupe ou leur accordent des interviews. Le 8 mars 2009, une dépêche AFP mentionne spécifiquement l'organisation alors prise pour cible par le ministère de la Culture, chargé du dossier HADOPI : « un collectif de citoyens, La Quadrature du Net, encourage les internautes à abreuver les députés de mails hostiles à cette loi. « Ce sont cinq gus dans un garage qui font des mails à la chaîne », relativise le cabinet de madame Albanel. »

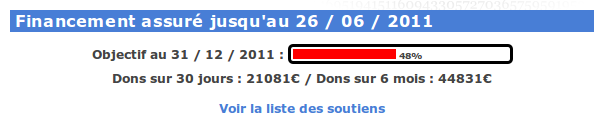
À partir de 2010, une jauge pour visualiser l'état du financement a été mise en place par le collectif. Ici, la jauge au 23/04/2011.

Le 21 janvier 2010, Benjamin Bayart, président du Fonds de défense de la neutralité du Net, l'association qui gère le financement de La Quadrature du Net, signale que les difficultés récurrentes de l'organisation pourraient la contraindre à « jeter l'éponge ». Le lendemain, le collectif précise qu'il n'a en effet réuni que 40 % de son budget 2010. À la suite de cette annonce, le groupe parvient à recueillir suffisamment de dons pour l'année en cours. Cependant, en octobre 2010, Benjamin Bayart renouvelle son avertissement. Une nouvelle campagne de dons est lancée début novembre, que ses résultats insuffisants conduisent à réitérer fin mars 2011.
En février 2013, l'association de fait se déclare en préfecture sous le nom de La Quadrature du Net, devenant ainsi association de plein droit. Ses statuts intègrent à la liste des « fondateurs historiques », outre les noms de quatre des cinq militants des débuts (hormis Christophe Espern), ceux de Félix Tréguer, Benjamin Bayart et Lionel Maurel. Un collège dit « d'orientation stratégique » réunit certains des membres fondateurs et de nouvelles personnalités : en mars 2014, y font leur entrée Laurent Chemla, Laurence Vandewalle et Jean Cattan. Cependant ce dernier le quitte à l'automne de la même année, pour éviter l'apparition d'un conflit d'intérêts.

## Organisation

### Objectifs
Selon les termes de ses statuts, La Quadrature du Net 
« se donne pour objet désintéressé et non lucratif :
- de mener une réflexion, des études, analyses, actions pour la défense des libertés individuelles sur internet et pour permettre aux citoyens de tirer tous les bénéfices de leur développement ;
- d’aider les citoyens à comprendre le fonctionnement de l'internet, les conditions de son usage démocratique, éducatif et culturel ;
- de favoriser, accompagner et organiser des événements pour informer les citoyens des dangers qui peuvent peser sur le libre usage de l'internet et encourager les pratiques, usages et actions favorables à ce libre usage ;
- d'encourager l'autonomie des usagers et leur prise de contrôle sur les données les concernant ;
- d’aider au développement et à l’utilisation de nouvelles technologies ainsi que la mise en place, la gestion d’applications contribuant à la réalisation des objectifs listés précédemment [...] »

### Financement

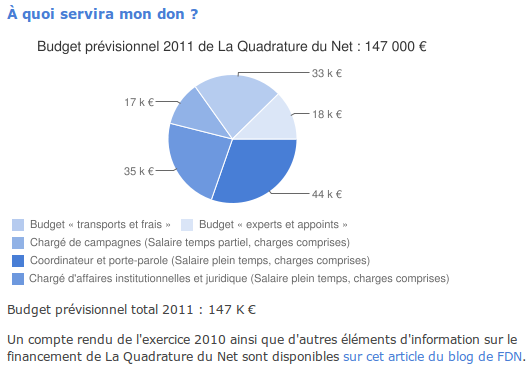
Le budget prévisionnel de La Quadrature du Net pour l'année 2011

En l'absence de structure juridique propre avant 2013, La Quadrature du Net était inapte à gérer elle-même son volet financier. Pour ce faire, elle a été secondée depuis fin 2008 par une association distincte : le Fonds de Défense de la Neutralité du Net (abrégé FDNN ou FDN2). Il s'agit là d'une association à but non lucratif mise en place pour encadrer les finances de La Quadrature du Net. D'un point de vue administratif, c'est elle qui récolte les fonds destinés au collectif et constitue l'employeur des salariés de l'organisation.
Le Fonds de Défense de la Neutralité du Net (FDN2) cependant n'est pas une association autonome. Elle est statutairement rattachée à French Data Network (FDN), un fournisseur d'accès à Internet associatif et militant. C'est le président de FDN, qui assure le rôle de président dans FDN2.

### Statut

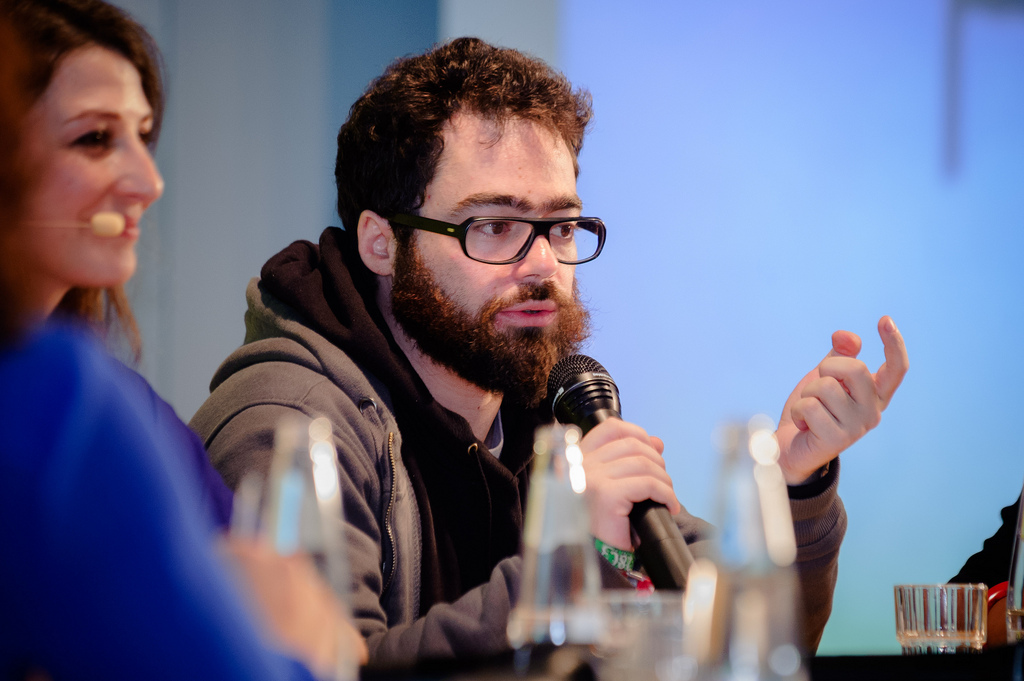
Jérémie Zimmermann au mois de mars 2013.

De 2008 à 2013, La Quadrature du Net n'était pas une association déclarée en préfecture : elle ne disposait d'aucun statut, et ne connaissait pas la notion d'adhérent ou de membre. Elle constituait une association de fait, « ouverte » à quiconque souhaiterait la rejoindre[réf. souhaitée]. En mars 2013, pour simplifier certaines démarches rendues difficiles par son statut précédent, La Quadrature devient une association loi de 1901 classique, avec une équipe de salariés permanents, un collège d'orientation stratégique, et une communauté de bénévoles contribuant au travail de l'association[réf. souhaitée].

## Actions entreprises

### ACTA et CETA
Annoncé en 2007, quelques mois avant la création de la Quadrature, l'Accord commercial anti-contrefaçon (Anti-Counterfeiting Trade Agreement ou ACTA) devient une des préoccupations majeures du collectif. Fin 2009, La Quadrature du Net s'adresse plusieurs fois aux responsables politiques français et internationaux pour les engager à rejeter le texte[réf. souhaitée]. Début 2010, l'association incite les députés européens à adopter une déclaration écrite[réf. souhaitée] mettant en cause l'absence de transparence de l'ACTA et son caractère controversé. Fin mars 2010, La Quadrature du Net publie le texte consolidé de l'ACTA, qu'elle est parvenue à obtenir grâce à une fuite.
Après le rejet d'ACTA, la Quadrature met en garde contre CETA, un projet d'accord commercial entre le Canada et l'Union européenne.

### HADOPI

Image en gif animé de la campagne de black-out lancée par la Quadrature du Net.

Créée en partie en réaction au projet Olivennes, qui inspira la loi Création et Internet et la HADOPI, La Quadrature du Net s'oppose dès l'origine aux projets de « réponse graduée ».

### Projet de loi relatif au renseignement

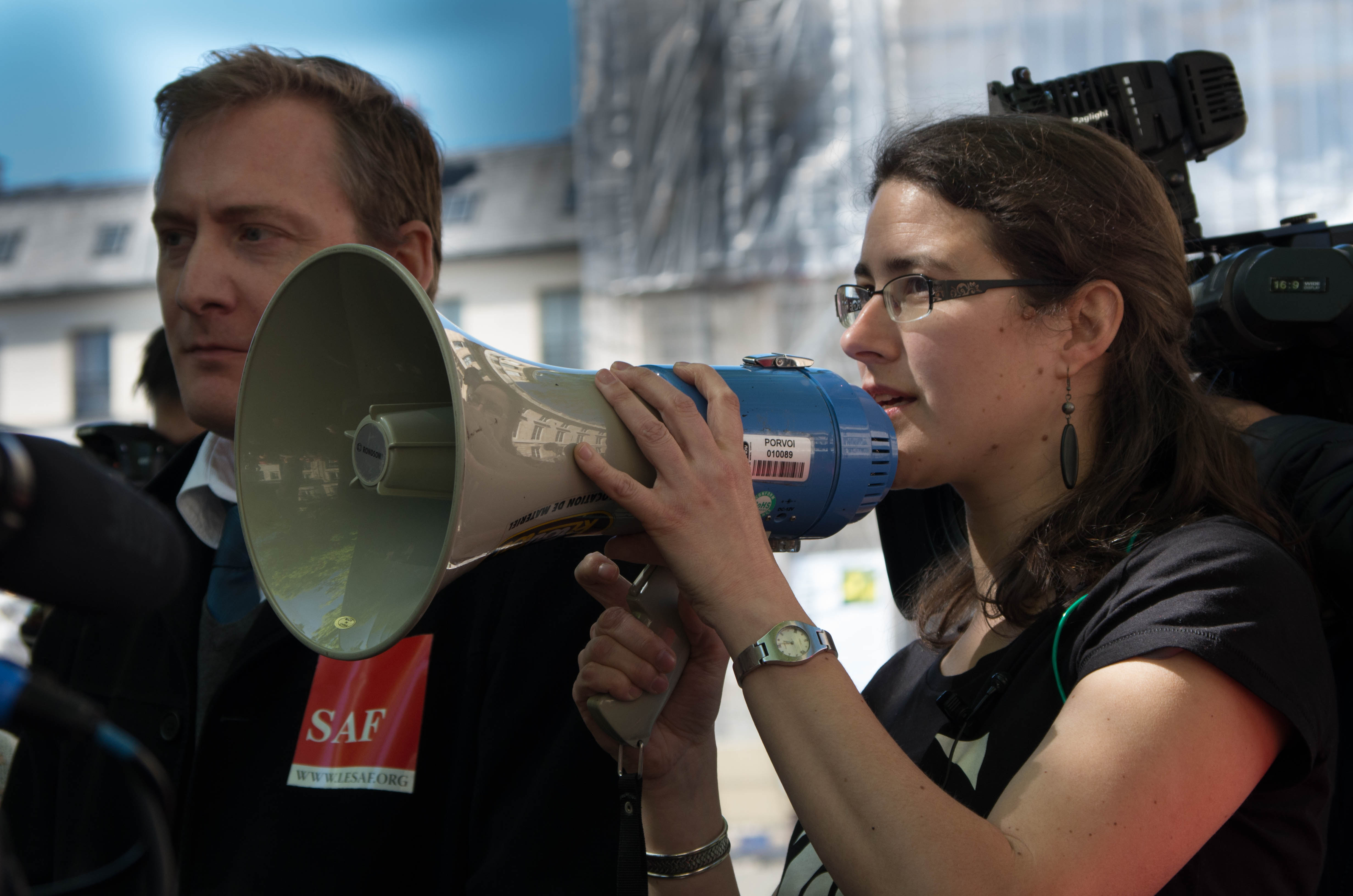
Adrienne Charmet, porte-parole de La Quadrature du Net, lors de la manifestation du 13 avril 2015 devant le Palais Bourbon.

À la suite du projet de loi relatif au renseignement, la Quadrature du Net appelle avec d'autres organisations à une manifestation contre ce projet.

### Loi contre les contenus haineux sur Internet
La Quadrature du net estime en juillet 2019 que dans le cadre de la proposition de loi contre les contenus haineux sur Internet, le rôle dévolu au Conseil supérieur de l'audiovisuel marque un pas vers « la centralisation et […] l’extra-judiciarisation de l’Internet », et indique craindre l'apparition d'un ORTF 2.0

### Actions collectives contre de grandes entreprises du numérique
Le 28 mai 2018, trois jours après l’entrée en application du RGPD, La Quadrature du Net est la première à utiliser une nouvelle disposition du règlement: l’action de groupe. Elle dépose cinq plaintes auprès de la CNIL, une contre chaque GAFAM : Google, Apple, Facebook, Amazon, Microsoft.
12 000 personnes rejoignent l’action de groupe. Les plaintes contre Apple, Facebook et Microsoft sont envoyées vers l’Irlande où se trouve leur siège européen tandis que la plainte contre Amazon est envoyée au Luxembourg. Google n’ayant pas de siège clairement établi en Europe, la CNIL se saisit de son pouvoir de sanction et lui adresse une amende de 50 millions d’euros.

### Villes intelligentes sécuritaires
En septembre 2019, La Quadrature du Net lance avec la Ligue des droits de l'homme une campagne contre l'usage de technologies intelligentes pour surveiller les villes. Cette campagne nommée Technopolice, met à disposition une série d'outils: un forum, une base de données et des guides pour rédiger des demandes CADA.
Dans le cadre de cette campagne, l'association a notamment déposé plusieurs recours contre des projets d'utilisation de reconnaissance faciale :
- contre l'application « Alicem »[29],[30],[31], développée par le gouvernement pour mettre en place une identité numérique biométrique[32], que l'association voit comme une étape vers la généralisation de la reconnaissance faciale[33] ;
- contre l'expérimentation de portiques de reconnaissance faciale à l'entrée du lycée Les Eucalyptus à Nice et du lycée Ampère à Marseille[34]. La CNIL a depuis rendu un avis négatif sur l'utilisation de tels dispositifs[35].

L'association agit pour « l’interdiction totale de la reconnaissance faciale » et des dispositifs assimilés qu'elle estime trop contraire aux libertés. Selon l'association ces dispositifs « accroissent considérablement la capacité des services de police à nous identifier et à nous surveiller (...), ils entraînent un contrôle invisible et indolore de la population ». Selon la responsable de la police londonienne : « Les seules personnes qui profitent du fait que nous ne l'utilisons pas [la reconnaissance faciale] de manière légale et proportionnée sont les criminels »,.
En mai 2020, La Quadrature du Net dépose avec la Ligue des droits de l'homme un référé-liberté devant le tribunal administratif de Paris pour demander la cessation du déploiement de drones par la préfecture de police. Ce référé-liberté a été rejeté par le tribunal ; les associations requérantes ont annoncé leur intention de faire appel de cette décision. Le Conseil d'État ordonne le 18 mai « à l’État de cesser, sans délai, de procéder aux mesures de surveillance par drone », estimant que les prises de vues ont été obtenues en l'absence d'un texte réglementaire préalable.